# Jack Murray (pseudonyme)
Cet article court présente un sujet plus développé dans : Jean Libert (écrivain) et Gaston Vandenpanhuyse.
Jack Murray est un pseudonyme collectif utilisé par Jean Libert et Gaston Vandenpanhuyse pour signer des romans publiés dans la collection Espionnage des éditions Fleuve noir.

## Œuvre
- Justice à minuit (1955)
- Réseau secours (1955)
- Stratégie de la violence (1955)
- Confrontation (1957)
- Trahison partout (1957)
- Otages (1957)
- Affaire hors série (1958)
- Cible anonyme (1958)
- Un certain monsieur X... (1959)
- Les Nerfs à vif (1959)
- Vertige noir (1959)
- Secret très spécial (1960)
- Document DNS 34 (1960)
- Circuit sans protection (1960)
- Raison d'état (1961)
- Trois suspects (1961)
- Lutte secrète (1962)
- Liquidez Miss Blend (1963)
- La Route du suicide (1964)
- Stratèges de l'ombre (1965)

## Adaptation cinématographique
- Marche ou crève, de Georges Lautner (1959), adaptation de Otages.